# Петер Шнайдер (астрофізик)
Пе́тер Шна́йдер (нім. Peter Schneider, нар. 15 вересня 1958, Дюссельдорф) — німецький астрофізик, астроном і університетський викладач. Відомий своїми роботами з гравітаційного лінзування і утворення структур у Всесвіті, а також підручниками з гравітаційного лінзування та позагалактичної астрономії. Професор Боннського університету, засновник і директор Інституту астрономії Аргеландера, академік Німецької національної академії наук Леопольдина.

## Біографія
Шнайдер вивчав фізику з 1977 по 1983 рік у Дюссельдорфському та Боннському університетах. У 1983 році закінчив навчання, отримавши диплом фізика. З 1983 по 1984 рік він був аспірантом в Інституті астрофізики Макса Планка в Гархінзі. У 1984 році він здобув ступінь доктора філософії в Боннському університеті під керівництвом Йоганнеса Шмід-Бурка, захистивши дисертацію на тему «Узагальнена теорія гравітаційних лінз: основи, загальні результати та космологічне значення». З 1984 по 2000 рік Шнайдер працював науковим співробітником Інституту астрофізики Макса Планка. З 1986 по 1987 рік він був запрошеним науковцем в Об'єднаному інституті лабораторної астрофізики Університету Колорадо в Боулдері. У 1992 році він зробив габілітацію в галузі астрофізики в Мюнхенському університеті Людвіга — Максиміліана. З 2000 року Шнайдер працює професором астрофізики в Боннському університеті. Там він був директором Інституту астрофізики та позаземних досліджень з 2002 по 2005 рік. З 2006 року Шнайдер є директором-засновником Інституту астрономії Аргеландера.

## Наукові інтереси
Шнайдер проводить дослідження в галузі астрофізики, гравітаційного лінзування, формування та властивостей галактик і скупчень галактик, темної матерії та чорних дір.
Шнайдер був автором, керівником або учасником багатьох проєктів, профінансованих Німецьким дослідницьким фондом і Федеральним міністерством освіти та науки.

## Відзнаки
У 1985 році Шнайдер отримав премію Дітера Рампахера, медаль Отто Гана Товариства Макса Планка та премію Товариства друзів і прихильників Боннського університету, а в 1986 році премію з фізики Геттінгенської академії наук.
З 2003 року Шнайдер є членом Німецької національної академії наук Леопольдина. Шнайдер також є членом Міжнародного астрономічного союзу та Американського астрономічного товариства.

## Публікації (вибірка)
- Mit Jürgen Ehlers und Emilio E. Falco: Gravitational Lenses, 2011, Springer New York, ISBN 978-1-4612-7655-5
- Einführung in die Extragalaktische Astronomie und Kosmologie, 2007, Springer Spektrum, ISBN 978-3540258322
- Mit Christopher Kochanek und Joachim Wambsganss: Gravitational Lensing: Strong, Weak and Micro, 2006, Springer, ISBN 978-3540303091
- Mit Johannes Schmid-Burgk: Mutual coherence of gravitationally lensed images, 1984, Garching bei München: Inst. für Astrophysik, dnb 947567925